# Zheng Huaiying
Zheng Huaiying (1950, China) is een voormalig Chinees professioneel tafeltennisster. Zheng is haar achternaam.
Zij werd, met het Chinese team, wereldkampioen in 1975. In 1973 werd zij tweede met het team en behaalde ze brons op de gemengd dubbel met Yu Changchun.